# Kuruvatti
Kuruvatti oder Kuruvathi (Kannada ಕುರುವತ್ತಿ) ist ein Dorf im Vijayanagara-Distrikt im südindischen Bundesstaat Karnataka.

## Lage
Kuruvatti liegt am Mittellauf des Tungabhadra-River etwa 50 km (Fahrtstrecke) nördlich der Stadt Devanagere; die Millionenstadt Hubballi-Dharwad ist ca. 120 km in nordwestlicher Richtung entfernt.

## Sehenswürdigkeiten
Der Mallikarjuna-Tempel ist ein bedeutendes religiöses Bauwerk aus der Regierungszeit des Chalukya-Herrschers Vikramaditya VI., d. h. um das Jahr 1200. Der aus einer Vorhalle (mandapa) mit drei erhöht liegenden Eingängen und einer Cella (garbhagriha) bestehende Tempel ist stark von der Hoysala-Architektur beeinflusst und besitzt einige sehr fein gearbeitete Figuren sowie mehrere kurze Inschriften sowie eine – im Jahr 1197 hinzugefügte – lange Inschrift im Eingangsbereich. Der weiße Anstrich des Daches ist eine Hinzufügung des 20. Jahrhunderts; er wurde möglich, weil sich oberhalb des Erdgeschosses keinerlei figürliche Darstellungen mehr befinden.

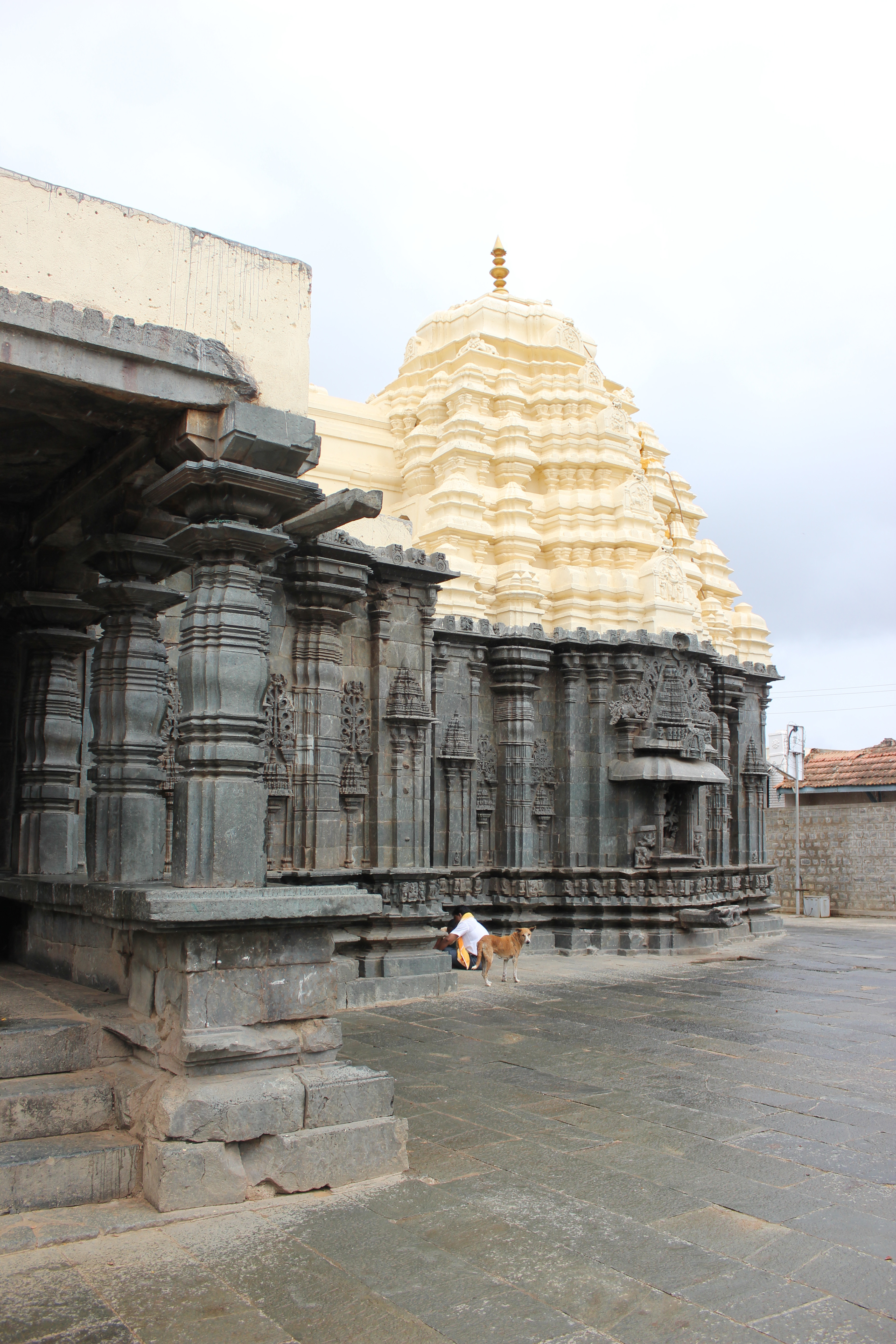
Mallikarjuna-Tempel
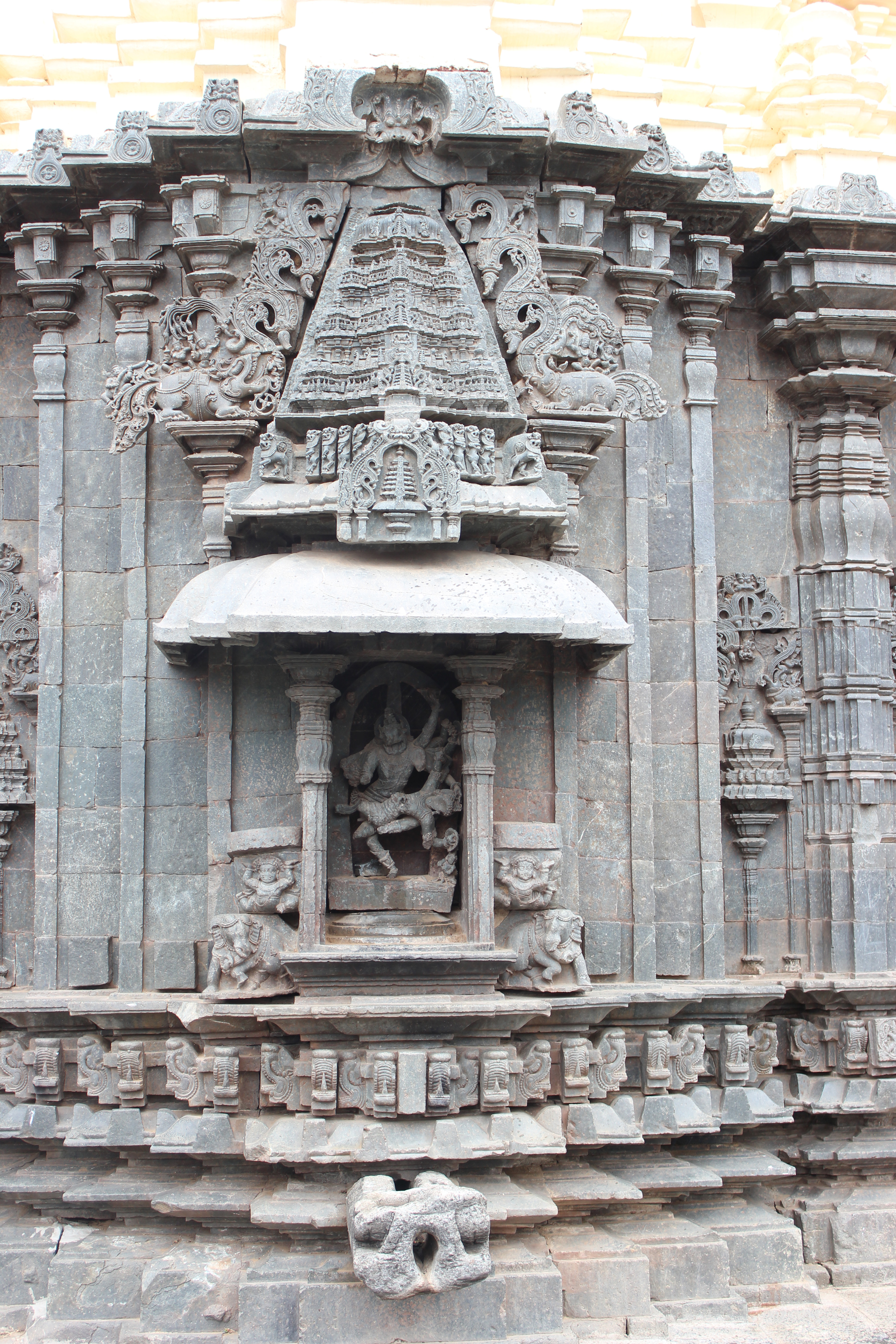
Außennische
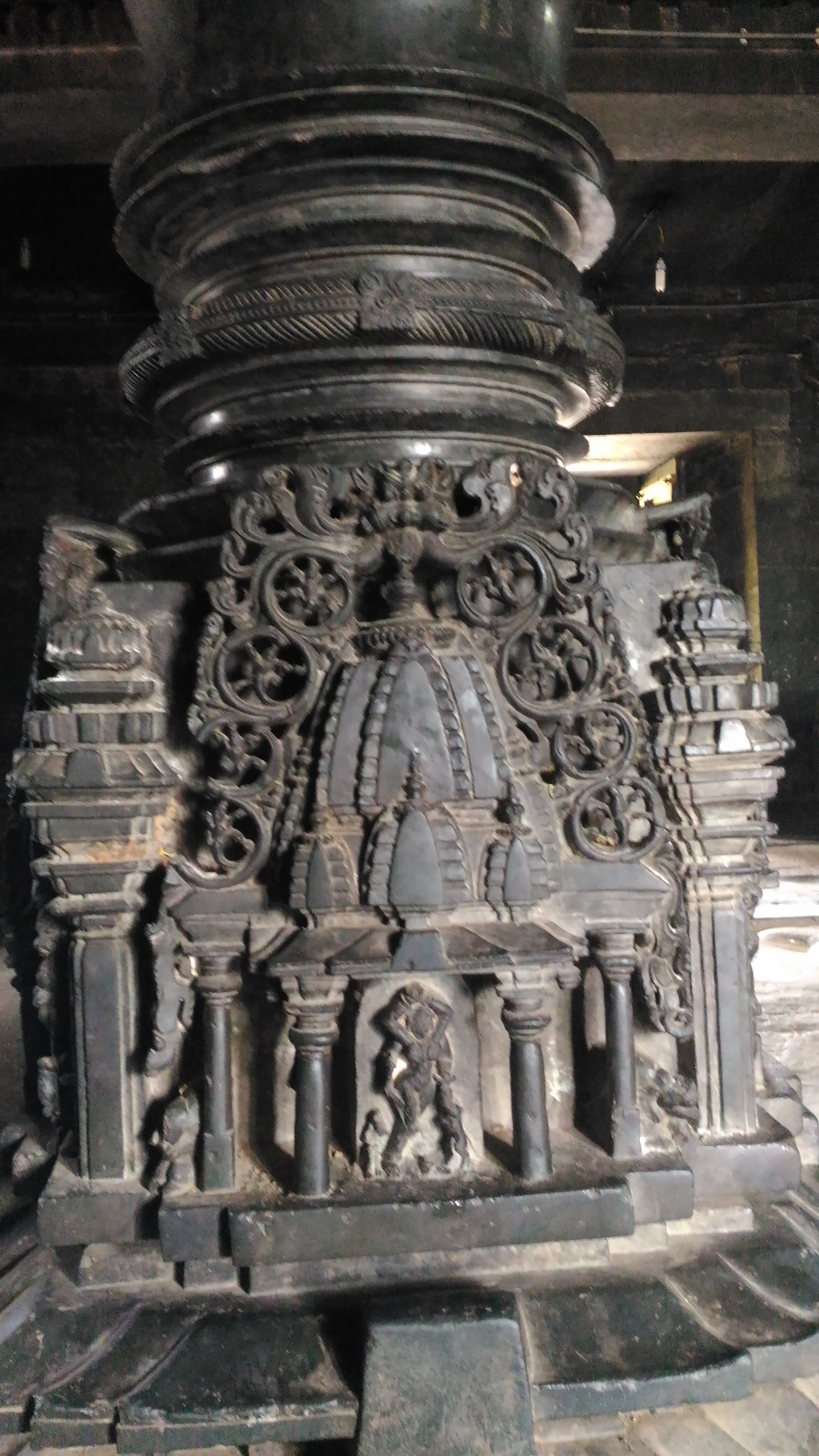
Säulenbasis
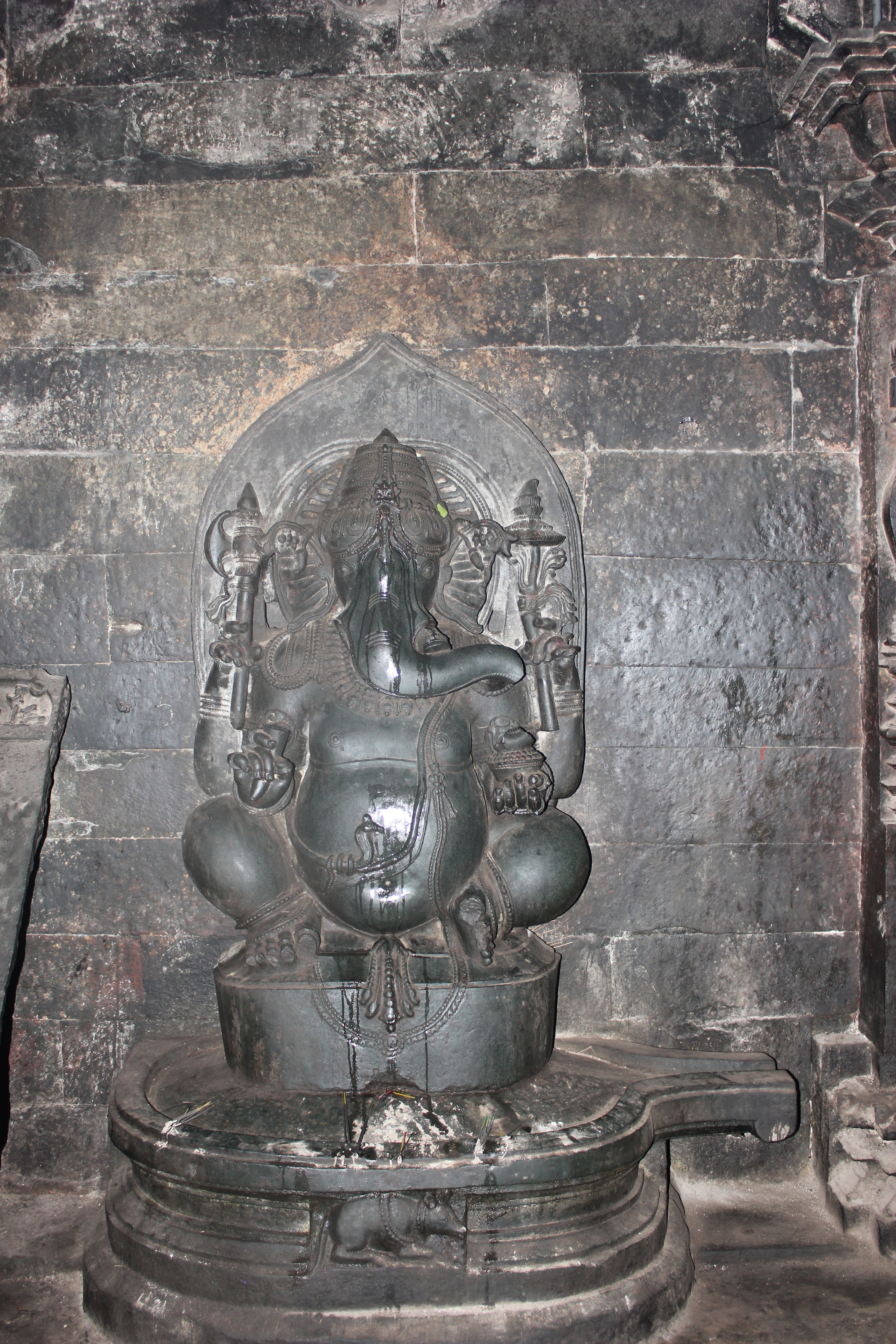
Ganesha-Figur auf einer Yoni-Basis

## Sonstiges
In der Nähe gibt es einen weiteren, aber deutlich jüngeren Tempel – den Basaveshwara Temple aus der Vijayanagar-Zeit (ca. 1400).